# Media Luna
Media Luna là một đô thị ở tỉnh Granma của Cuba. Đô thị này nằm ở vùng duyên hải phía của tỉnh, giáp với vịnh Guacanayabo, giữa Niquero và Campechuela.

## Dân số
Năm 2004, đô thị Media Luna có dân số 35.330 người. Tổng diện tích là 376 km² (145,2 mi²), với mật độ dân số 94,0người/km² (243,5người/sq mi).